# 秦英林
秦英林（1965年—），河南省内乡县人，中国大陆畜牧师、企业家、亿万富豪，大学学历，中共党员，现任牧原食品股份有限公司董事长兼总经理。

## 简历
1965年出生于河南省南阳市内乡县马山口镇一个贫困山村，1985年考上了河南农业大学，1989年大学毕业分配到了南阳地区食品公司工作，1992年刚参加工作3年的秦英林下决心，携妻子钱瑛（毕业于郑州牧业工程高等专科学校兽医专业）辞职回老家创业从事养猪产业。1993年6月22日，秦英林买回22头猪，开始了他的养猪生涯。截至2013年，牧原食品股份有限公司有2个全资子公司和1个参股公司，年出栏生猪超100万头，成为国家级原种猪场、国家生猪活体储备基地、出口猪肉备案养殖场和国家重点龙头企业。2014年1月28日，牧原股份（002714.SZ）在深圳证券交易所正式挂牌上市。
2018年2月24日，当选为第十三届全国人大代表。
2021年5月12日，牧原食品股份有限公司收到中国证券监督管理委员会下发的决定书，决定书显示证监会对公司董事长秦英林采取监管谈话措施。
2022年4月17日，西湖大学第二届董事会召开第一次会议，秦英林当选董事会副主席。

## 身家
在2015年福布斯中国富豪榜单中，河南首富秦英林夫妇以171.5亿元人民币位列67位。在2015胡润百富榜上，秦英林以205亿元位列第98名。在2019年胡润百富榜上，秦英林以1000亿元与其他几位并列第15名，比去年上升55位，是河南本土企业家中唯一一位千亿富豪，这主要得益于猪价上涨。而在11月公布的2019年度福布斯中国富豪榜上，秦英林家族以1173.8亿元位列榜单第九，刷新了河南本土企业家在该榜单中的排名，成为继许家印之后又一位进入中国富豪榜前十的河南籍企业家。

## 社会公益
2019年2月15日，秦英林自愿向杭州市西湖教育基金会（西湖大学）无偿捐赠其所持牧原股份市值1亿元人民币对应的259.94万股股票。
2020年4月，秦英林再次向杭州市西湖教育基金会无偿捐赠其所持牧原股份市值8亿元人民币对应的数量股票，用于西湖大学基础研究和前沿技术创新，助力人才建设与教学科研。秦英林持有牧原股份8.83亿股，占公司总股份40.06%。
2022年7月，秦英林向母校河南农业大学捐赠10亿元人民币，共建农大牧原畜牧产业联合研究院，助推河农大成为世界一流农业大学。

## 头衔
- 中国策划学院客座教授
- 中国创业致富促进会常务理事
- 2002年当选为河南省人大代表
- 2007年聘为河南农业大学兼职教授
- 第十三届全国人大代表
- 西湖大学董事会成员[13]、董事会副主席

## 荣誉
- 河南省“十大星火带头人”
- 河南省“务农有为青年”[4]
- 1997年 第2届中国十大杰出青年农民
- 1999年 第3届中国青年五四奖章标兵
- 2006年，被授予“全国畜牧业先进工作者”称号